# Dècada del 1450

## Esdeveniments
- Invenció de la impremta a Europa
- Caiguda de l'Imperi Romà d'Orient
- Inici de la Guerra de les Dues Roses
- Auge de la pintura a l'oli

## Personatges destacats
- Gutenberg
- François Villon
- Vlad Ţepeş
- Álvaro de Luna y Jarana